# Castillo de Ainzón
El castillo de Ainzón fue una fortaleza ubicada en el municipio español de Ainzón, en la provincia de Zaragoza. 

## Historia
Formaba parte de las fortificaciones del valle del río Huecha que resultaron fundamentales en la defensa de la frontera del Reino de Aragón en las luchas con Castilla.

## Descripción
En la actualidad tan sólo quedan restos de una torre, construida con sillares de posible origen romano, que podría haber sido similar a la torre de los Abades de Veruela del cercano pueblo de Bulbuente, y que como aquella, se encontraba también anexa al palacio que los abades tenían en Ainzón y que no ha llegado hasta nuestros días. Los restos de la torre se encuentran envueltos por viviendas de la localidad, por lo que resultan casi inapreciables a ojos profanos y sería necesario demoler todas las viviendas que se han construido sobre ella para que se pudiera apreciar a simple vista su estructura original.